# Wilhelm Busch (chirurgo)
Karl David Wilhelm Busch (Marburgo, 5 gennaio 1826 – Bonn, 24 novembre 1881) è stato un chirurgo tedesco.

## Biografia
Nacque a Marburgo, studiò all'Università di Berlino, dove fu allievo di Johannes Peter Müller e Bernhard von Langenbeck. Conseguì il dottorato nel 1848. Nel 1855, fu nominato professore di chirurgia a Bonn, e in seguito lavorò come assistente chirurgo generale nell'esercito nel 1866 e durante la guerra franco-prussiana. Nel 1867 divenne direttore della Clinica chirurgica dell'Università di Bonn, la prima immunoterapia del cancro al mondo. Tra i suoi studenti a Bonn vi era il dermatologo Joseph Doutrelepont.

## Opere
- Chirurgische Beobachtungen, gesammelt in der Klinik zu Berlin (1854).
- Lehrbuch der Chirurgie (2 vols., 1857–69).